# Lluís Pessa
Lluís Pessa (Luis Pesarrodona Cortada) (Barcelona, 3 de agosto de 1929 - Barcelona, 24 de diciembre de 2024) fue un pintor, dibujante y grabador español.

## Biografía
Nace en Barcelona en 1929. Estudió en la Escuela de la Lonja y en la Escuela de Bellas Artes de Sant Jordi en Barcelona entre 1950 y 1955. En 1955 se trasladó a París, donde estudió grabado y litografía en la Escuela de Bellas Artes. Se inició en la técnica del dibujo y el grabado, convirtiéndose en uno de los especialistas más destacados en aguafuerte y serigrafía de la posguerra avanzada.

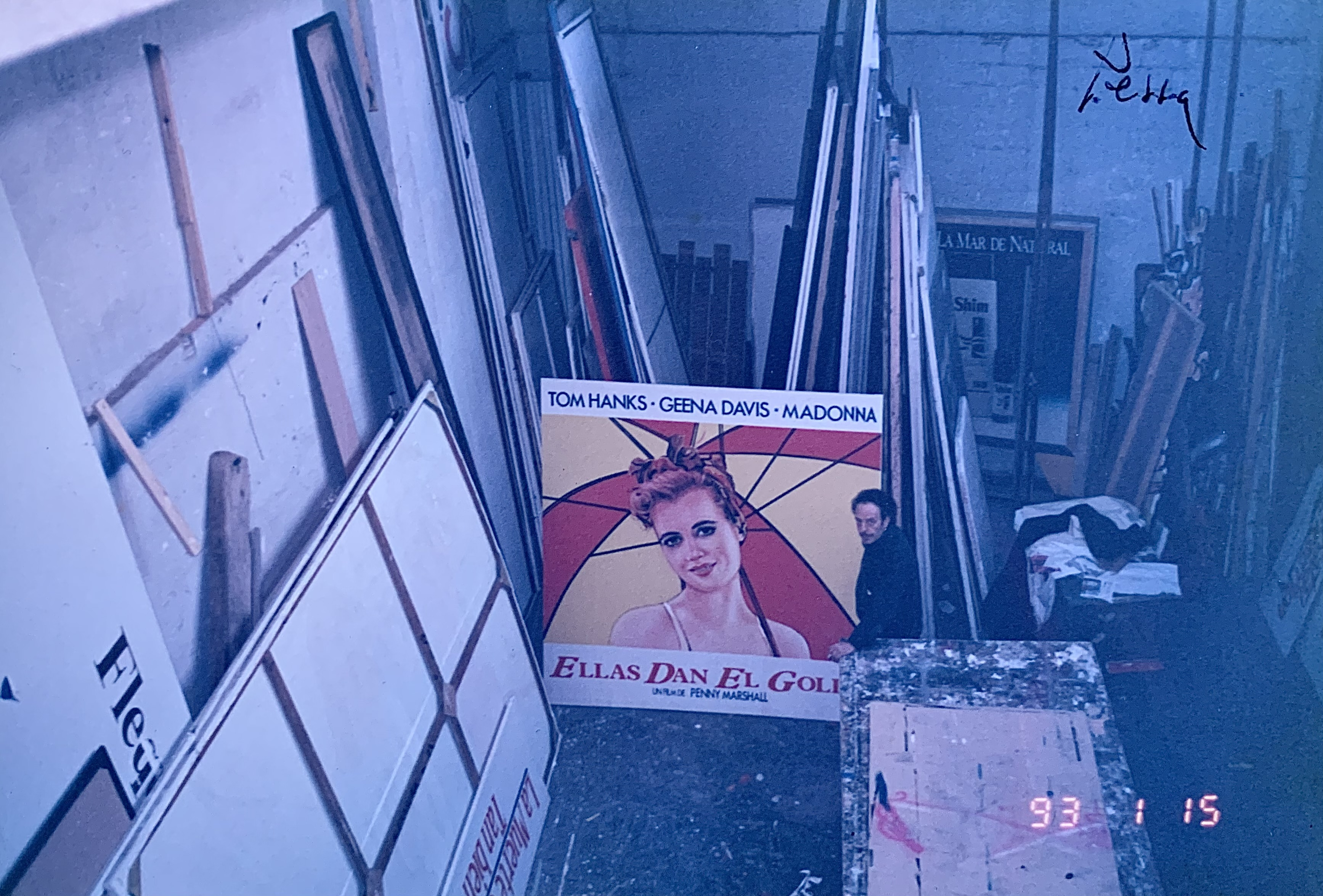
Lluís Pessa trabajando en el taller Al Decoracion delante del cartel de la película "Ellas Dan El Golpe" pintado por él (1993).

A partir de los años 1970, Pessa se orientó hacia la pintura y la litografía, ejerciendo como profesor en la antigua Escuela Massana, donde trabajó con piedras y estampaciones. Compaginó su labor artística con su trabajo en Al Decoracion, donde se desempeñó como pintor, dibujante y rotulista de carteles de cine y teatro en Barcelona y otras ciudades españolas.

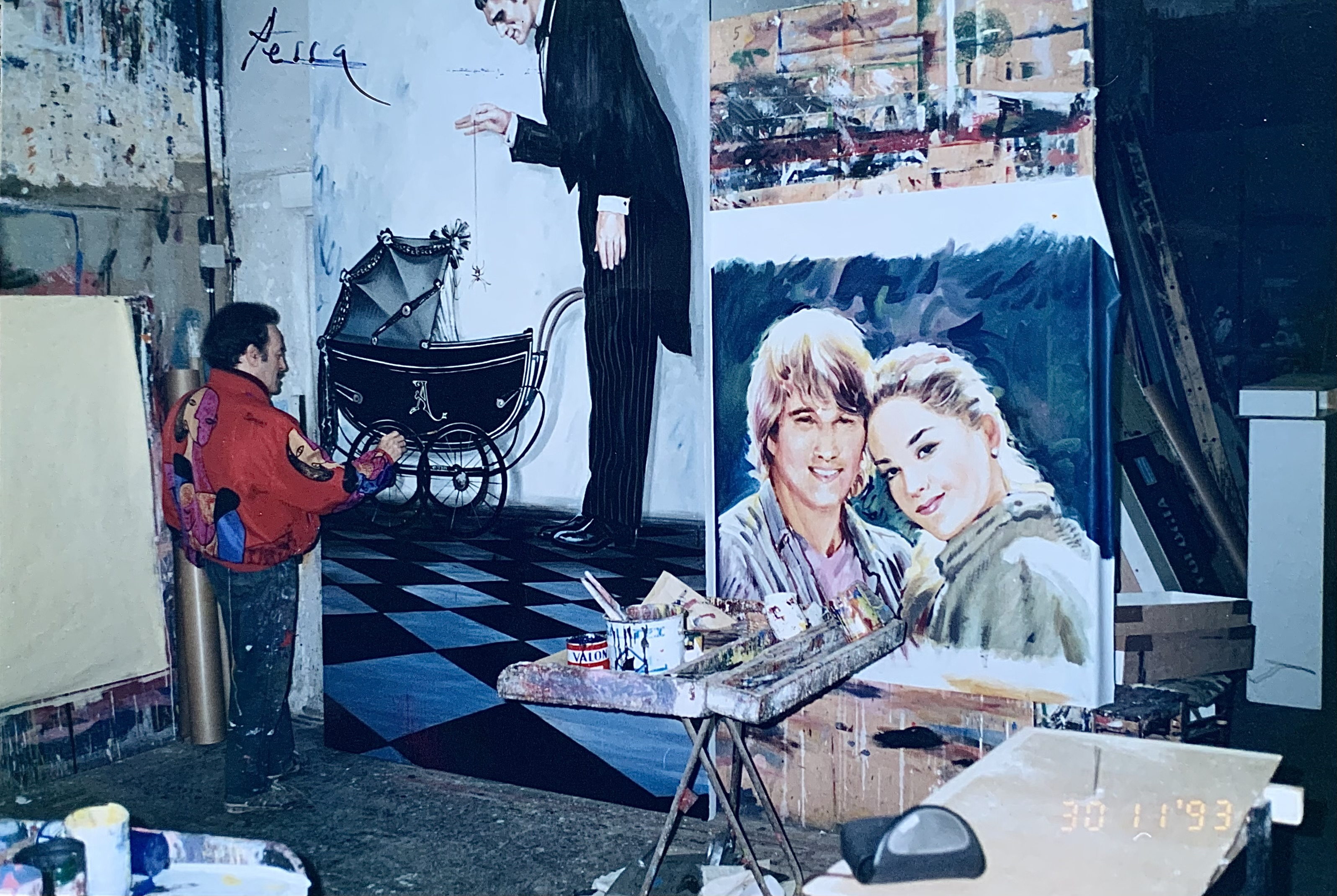
Lluís Pessa pintando un cartel de cine en el taller Al Decoracion junto a más carteles.

En 1978 obtuvo reconocimiento con la exposición "Pessa, pintures, cicle, ritme i espai" en la Sala Rusiñol, donde presentó dos niveles de producción: obras de pequeño formato de la década de 1960 (Toro vestido de muerte, Paisaje en forma degustativa, entre otras) y la serie Ritmo y Espacio. En esta última, la influencia de los paisajes de la Conca de Barberà, donde pasó su infancia, se refleja en una combinación de realidad y fantasía. Su obra transitó por el expresionismo y la abstracción hasta alcanzar una variante surrealista que él mismo denominó "mundo mágico", con ciertos ecos de Salvador Dalí. Sin embargo, sus paisajes no se inscriben en la tradición clásica, sino que están filtrados por un enfoque abstraccionista.
Su evolución artística se desarrolló en tres etapas: una primera fase paisajística denominada Ritmo y Espacio, seguida de una etapa de abstracción y, finalmente, una fase en la que profundizó en la abstraccióncon un enfoque crítico.
Con más de 35 exposiciones individuales y colectivas, sus obras incluyen libros de artista (también conocidos como libros de autor), ediciones limitadas de pocos ejemplares que incorporan grabados, litografías y xilografías. Estas piezas fueron impresas y encuadernadas por él mismo en su taller de la calle Tallers, y contaron con la colaboración de escritores, poetas, compositores y artistas como Joan Brossa.
En 2019 se publicó su libro autobiográfico Lluís Pessa, una monografía escrita por el crítico de arte Francesc Miralles Bofarull y editada por Àmbit Serveis Editorials, en la que se incluye una selección de sus obras más representativas. La obra recoge sus memorias, desde su infancia en Sarral hasta anécdotas y experiencias a lo largo de su trayectoria artística. El libro fue presentado el mismo año en Àmbit Galeria d'Art y en la Galería Eude de Barcelona.
El artista ha realizado exposiciones en diversas ciudades, incluyendo Barcelona, Gerona, Roma, Londres, Berna, Ginebra, Palma de Mallorca y Okayama (Japón), entre otras. Su encuentro con el poeta Joan Brossa se produjo en una galería de Barcelona, donde, acompañado por la artista japonesa Fusako Yasuda, le mostraron a Brossa una carpeta con obras de ambos. Impresionado, Brossa expresó su deseo de colaborar en futuros proyectos. Esta relación artística fructificó en la creación de ocho libros de artista entre 1987 y 1995. Como culminación del centenario del nacimiento de Brossa, la Galería Eude acogió la exposición Capgirada i altres poemes, inaugurada el 12 de diciembre de 2019 y abierta hasta el 4 de abril de 2020, la cual reunió litografías y obras gráficas resultantes de esta colaboración. La exposición incluyó libros de artista de Lluís Pessa, Fusako Yasuda y Dorota Zbikowska, con la colaboración de Joan Brossa y Pere Gimferrer en poesía visual y literaria, así como un comentario musical de J. M. Mestres Quadreny.
Lluís Pessa falleció el 24 de diciembre de 2024, a los 95 años, en Barcelona.

## Colaboraciones ilustradas

#### Libros de artista:
- Joan Brossa:[10]
  - Oi (1987)[11]
  - Tri (1990)
  - Parèntesi[12] - Mirall (1991)
  - Jo qui? (1992)[13]
  - El veí (1992)[14]
  - Deu gravats i una ombra de mà (1993)
  - Capgirada (1995)[15]

- Josep Maria Mestres Quadreny
  - Uta (2000)
  - Kamina (2007)

- Juan Goytisolo ,José Ángel Valente, Carlos Franqui
  - 5 Originales, con cinco gouaches de Luis Pessa y cinco textos de José Ángel Valente, José Agustín Goytisolo, Carlos Franqui, Orlando Blanco, Juan Arrocha (1972)[16]

- Pere Gimferrer
  - Sonet (1989)
- Kenji Mizoguchi (1998)

- Fusako Yasuda
  - A Midori (1984)
  - Tallers (1985)
  - Blau Te (1985)
  - Aino (1986)

#### Libros ilustrados:
- Plandolit, J.J. (1961). Los vagabundos del infinito. Graficas el Tinell.
- Arce Robledo, C. (1971). El insaciable eros. Ediciones Picazo.

- Rios Ruiz, Manuel. (1971). El laurel y los días. Ediciones Picazo.

- Jerez Perez, G. (1971). Regreso al alba. Ediciones Picazo.
- Josep Cercós i Fransí, J. (1992). Testimonis,  Viena Serveis Editorials.

- Santos Rivero, F. (1972). Horas antes de mi muerte. Ediciones Picazo.

- Aberasturi, Andres. (1972). Sincronia en Tiempos de Vals. Ediciones Picazo.

- Soler y Cajal, Agustin. (1961). La balada del perro muerto. Colección Alcorce.

#### Revistas ilustradas:
- La ballena Alegre
- Revista arte y Letras
- Revista Gaudeamus
- Revista Ancora

## Obra
Obras suyas se encuentran en:
- Museo Nacional de Grabado Biblioteca Nacional, Madrid
- Museo de Arte Contemporáneo de Barcelona (MACBA), Barcelona
- Museo de Arte Contemporáneo, Ibiza
- Museo de Arte Ohara, Japón
- Associació Antic Gremi Revenedors,1447, Barcelona
- Ajuntament de Sarral, Tarragona
- Museo de Hospitalet de Llobregat, Barcelona
- Museo de Montserrat, Barcelona